# Манека Ганді
Манека Санджай Ганді (англ. Maneka Sanjay Gandh, гінді मेनका गांधी, уроджена Манека Ананд, нар.. 1956) — індійський політик, представниця династії Неру-Ганді, вдова Санджая Ганді. Відома як борець за права тварин. Входила до складу чотирьох урядів Індії як міністр, з 2014 року займає посаду міністра у справах материнства і дитинства у кабінеті Нарендри Моді.

## Біографія
Манека Ганді народилася в Делі в родині сикхів. Її батьками були підполковник Тарлочан Сінгх Ананд та Амтешвар Ананд. Отримала освіту у жіночому коледжі при Делійському університеті, а також вивчала німецьку мову в університеті Джавахарлала Неру, але, мабуть, його не закінчила. Згодом, при реєстрації на виборах у парламент, Манека пред'явила лише документ про освіту ISC (англ. Indian School Certificate, аналог атестата зрілості). У 1974 році, у віці вісімнадцяти років вона вийшла заміж за Санджая Ґанді, молодшого сина тодішньої прем'єр-міністерки Індіри Ґанді.
Санджай і Манека жили спільно з Індірою Ганді; при цьому Санджай брав активну участь у політиці, зокрема, в діяльності Індійського молодіжного конгресу — молодіжного крила партії ІНК. До кінця 1970-х років Санджай Ганді став однією з ключових політичних фігур країни, фактично граючи вирішальну роль у визначенні політики ІНК. За наполяганням Санджая були зміщені багато членів кабінету Індіри Ганді, які не підтримували курсу прем'єр-міністра. Проурядова преса стала приділяти пильну увагу діяльності Санджая — він розглядався як майбутній глава уряду. Манека часто супроводжувала чоловіка на різних заходах, а також заснувала політичний щомісячний журнал «Сур'я». Після поразки ІНК на парламентских выборах 1977 года, Манека використовувала журнал як інструменту захисту ІНК, свого чоловіка і свекрухи. У журналі «Сур'я» регулярно публікувалися інтерв'ю з Індірою Ґанді, що сприяло відновленню популярності екс-прем'єрки. Манека супроводжувала Індіру Ґанді в поїздці по виборчому округу Чикмагалур, від якого Індіра була знову обрана до парламенту на парламентських виборах 1980 року. За активність і завзятість індійський письменник і політик Хушвант Сінгх дав Манекі прізвисько «Дурґа» (санскр. दुर्गा, Дурга, «важкодоступна» або «непереможна» — одна з найпопулярніших богинь в індуїзмі).
У період 1977—1980 років, коли ІНК перебував в опозиції, уряд Морарджі Десаї переслідував Санджая Ганді, він неодноразово піддавався арештам. Манека шукала захист у суді: відомий судовий процес 1978 року «Манека Ганді проти Індійського Союзу», на якому був винесений вердикт, що «демократія ґрунтується на свободі дискусії та відкритому обговоренні, тому єдині коригувальні дії уряду є демократичним».
У березні 1980 року у Санджая та Манеки народився син, якого Санджай назвав Ферозом на честь свого батька, а Індіра додала онукові ім'я Варун. У червні того ж року Санджай загинув в авіакатастрофі. На той момент Манекі було всього 23 роки, а їх синові — 3 місяці. У березні 1983 року Манека заснувала свою власну політичну партію «Національний форум Санджая» (Раштрія Санджай Манч, РСМ), програма якої була орієнтована на розширення можливостей молоді і збільшення зайнятості. РСМ виграла 4 з 5 місць на місцевих виборах в штаті Андхра-Прадеш.
В ході парламентських виборах 1984 року Манека Ганді висунула свою кандидатуру в окрузі Аметхі в штаті Уттар-Прадеш, від якого раніше обирався Санджай. У розпал виборчої кампанії, 31 жовтня 1984 року, Індіра Ганді була вбита власними охоронцями. Манека засудила вбивство як «жахливий акт насильства» і закликала створити незалежну комісію для розслідування убивства з числа видатних осіб з репутацією чесних і безстрашних, які не мають зв'язку з політичними колами".
На виборах 1984 року ІНК здобув переконливу перемогу, і Раджив Ганді став прем'єр-міністром. Манека воліла самостійну політичну кар'єру, і в 1988 році, після об'єднання Раштрія Санджай Манч з головною опозиційною партією Джаната Дав стала генеральним секретарем останньої. На парламентських виборах 1989 року Джаната Дав здобула перемогу, і Манека Ганді у віці 33 років стала наймолодшим міністром в кабінеті Вішваната Сінгха. На посаді міністра охорони навколишнього середовища та лісів Манека ввела в дію низку ключових законів, включаючи Закон про регулювання прибережній зоні і Закон про публічну відповідальності за забруднення небезпечними хімікатами, а також створила Національне агентство захисту тварин, екологічні трибунали, ввела систему захисту об'єктів культурної спадщини, тестування і контроль автомобільних вихлопів, розробила схему тестування і сертифікації екологічно чистих продуктів, сформувала Комітет з регулювання вівісекцій і Ради з благополуччя тварин Індії. Від імені уряду Індії вела переговори про приєднання країни до Монреальського протоколу.
Як кандидатка від округу Пілібхіт балотувалася на парламентських виборах 1989, 1996, 1998, 2004 та 2014 років, перемагаючи кожен раз з величезною перевагою над конкурентами.
У 1998—1999 роках обіймала посаду міністра соціального захисту та розширення прав і можливостей у кабінеті Атала Ваджпаї. На цій посаді зіграла велику роль у підготовці пенсійної реформи в країні, беручи участь на початковому етапі проекту OASIS (OASIS — акронім від англ. Old Age Social and Security Income, Соціальний і страховий захист літніх). Нова пенсійна система була введена урядом Індії з 2004 року. На цій посаді Манека Ганді також провела реорганізацію національної Ради з реабілітації, сприяла спрощення законів з усиновлення, ініціювала створення «телефону довіри» для безпритульних дітей та національної мережі збуту товарів, вироблених племенами, організувала фінансування навчальних центрів для виходять у відставку військовослужбовців, а також виділення $11 млн для реабілітації інвалідів.
Манека Ганді створила перше у світі Міністерство соціального захисту тварин (англ. Animal Welfare Ministry) і особисто очолила його. На цій посаді домоглася заборони на використання ведмедів, мавп і великих кішок в публічних виступах, заснувала Інститут соціального захисту тварин (англ. Animal Welfare Institute) для підготовки кадрів у цій сфері, а також домоглася введення обов'язкового маркування продуктів харчування і косметики (зелених і коричневих міток для інгредієнтів рослинного і тваринного походження відповідно).
У 2009 році Бріджит Бардо і Манека Ганді виступили з відкритими листами до уряду Непалу з проханням зупинити ритуальні жертвоприношення тварин на фестивалі ґадхімай.
Згодом Манека також займала керівні посади в міністерстві культури. З 2014 року займає пост міністра у справах материнства і дитинства в кабінеті Нарендра Моді.

## Займані посади
- 1988—1989 — генеральний секретар партії Джаната дав
- 1989—1991 — державний міністр навколишнього середовища та лісового господарства Індії
- Січень-квітень 1990 — державний міністр
- 1996—1997 — член парламентського комітету з питань науки і технологій, охорони навколишнього середовища та лісового господарства
- 1998—1999 — державний міністр соціального захисту та розширення прав і можливостей Індії
- 13 жовтня 1999 — 1 вересня 2001 — державний міністр соціального захисту та розширення прав і можливостей
- 1 вересня 2001 — 18 листопада 2001 — державний міністр культури з додатковими обов'язками по захисту тварин
- 18 листопада 2001 — 30 червня 2002 — державний міністр з додатковими обов'язками по захисту тварин
- 2002—2004 — член парламентського Комітету із зовнішніх зв'язків
- 2004 — член парламентського Комітету з питань охорони здоров'я та добробуту сім'ї, член Консультативного комітету Міністерства охорони навколишнього середовища та лісового господарства
- з 5 серпня 2007 — член Комітету з питань охорони здоров'я та добробуту сім'ї
- з 31 серпня 2009 — член Комітету по залізничному транспорту
- з 23 вересня 2009 року — голова Комітету по державному страхуванню
- 19 жовтня 2009 — член парламентського Комітету з загальних питань
- з 26 травня 2014 — міністр у справах материнства і дитинства в кабінеті Н.Моді.